# Mads Svane Knudsen
Mads Svane Knudsen (født d. 25. marts 2002) er en dansk håndboldspiller som spiller playmaker for Mors-Thy Håndbold i Herrehåndboldligaen. Han kom til klubben i 2021, efter at have optrådt for ungdomsholdet HF Mors. Han er student fra Morsø Handelsgymnasium / EUC Nordvest af 2022.
Svane blev i 2023/24-sæsonen klubbens topscorer i Herrehåndboldligaen med i alt 119 mål i 31 kampe, hvilekt også gjorde ham til den 11. mest scorende spiller for hele sæsonen. Den 6. august 2024 blev det meddelt at han stoppede i klubben efter 2024/25-sæsonen.
Han deltog desuden ved U/19-EM i håndbold 2021 i Kroatien, hvor det danske ungdomslandshold blev nummer fem. Undervejs udgik Svane dog med en skade, hvilket kostede ham store dele af 2021/23-sæsonen. Senere repræsenterede han også Danmarks U/21-landshold til U/21-VM i håndbold 2023 i Tyskland, hvor holdet igen blev nummer 5. Ved slutrunden stod han noteret for i alt 19 mål.